# 本多俊之
本多 俊之（ほんだ としゆき、1957年4月9日 - ）は、日本のジャズサクソフォーン奏者、作曲家、編曲家、音楽プロデューサー。東京芸術大学客員教授。東京都三鷹市出身。父はジャズ奏者・評論家の本多俊夫（モンティ本多）。

## 略歴
成蹊中学校・高等学校、成蹊大学経済学部卒業。父親の影響で中学生時代からサクソフォーンを吹き始め、高校生の時にはジャズクラブで奏者の一員として活動する。しかし、父は俊之が音楽の道へ進むことには反対していたといい、死去するまで認められることはなかった。
大学在学中に初のリーダー・アルバムをリリース。その後は国内外問わず数多のミュージシャンと共演し、日本を代表するサクソフォーン奏者に数えられる。ライブ活動に意欲的で各地で頻繁に演奏を重ねる。
作曲家としても有名であり、映画音楽、ドラマ音楽、CM音楽を多数手がける。中でも、テレビ朝日系『ニュースステーション』の3代目・4代目オープニング・テーマや映画『マルサの女』シリーズを始め、伊丹十三監督映画のテーマ曲・映画音楽を多数手がけたことでも知られている。
1988年には尾崎豊のバックバンドも務めた。
近年では演劇の音楽も手掛け、また自らも出演するなど多才ぶりを発揮している。

## 映画音楽
- 1984年 人魚伝説
- 1985年 ひとひらの雪
- 1987年 マルサの女[2] - 第11回日本アカデミー賞最優秀音楽賞
- 1988年 マルサの女2
- 1989年 ガンヘッド
- 1990年 あげまん
- 1992年 ミンボーの女
- 1993年 大病人
- 1996年 スーパーの女
- 1997年 マルタイの女
- 2000年 守ってあげたい!
- 2001年 メトロポリス
- 2003年 茄子 アンダルシアの夏
- 2004年 ハサミ男
- 2008年 築地魚河岸三代目
- 2009年 よなよなペンギン
- 2019年 おいしい家族

## ドラマ音楽
- 1980年 歴史の涙[2]
- 1988年 OL三人旅シリーズ（台湾）
- 1988年 代議士の妻たち
- 1988年 窓を開けますか?
- 1988年 ニューヨーク恋物語
- 1988年 さすらい刑事旅情編
- 1989年 代議士の妻たち2
- 1991年 イラク人質の妻たち
- 1991年 ヴァンサンカン・結婚
- 1992年 約束の夏
- 1992年 大空港'92
- 1993年 代議士の妻たちスペシャル
- 1993年 OL三人旅シリーズ
- 1994年 僕が彼女に、借金をした理由。
- 1996年 竜馬におまかせ!
- 1997年 シングルス
- 1997年 不機嫌な果実
- 2000年 午前三時のルースター
- 2000年 晴れ着、ここ一番
- 2003年 ニコニコ日記
- 2005年 風のハルカ
- 2006年 特命!刑事どん亀
- 2007年 浅草ふくまる旅館
- 2012年 陽だまりの樹
- 2013年 家族ゲーム
- 2024年 新宿野戦病院（フジテレビ）

## アニメ音楽
- 1994年 真・孔雀王
- 1995年 不思議の国の美幸ちゃん
- 2006年 太陽の黙示録

## オープニングテーマ曲
- ニュースステーション（テレビ朝日系）
  - 「Good Evening」 1989.1 - 1993.3
  - 「ハーモニー」 1993.4 - 1996.10
- スーパーモーニング（テレビ朝日系）
  - 曲名不明 1996.4 - 1997.3
- ザッツ談（テレビ東京系[7]）
  - 「Modern」1989.4 - 1989.9[8]
- ミックスパイください（中部日本放送。現：CBCテレビ）
  - 「EAST SIDE」1990.4 - 1999.3
- 諸口あきらのイブニングレーダー（毎日放送。現：MBSラジオ）
  - 「EAST SIDE」1986.10 - 2002.3
- さすらい刑事旅情編（テレビ朝日系）
- クローズアップ現代（NHK）
  - 「STRAY-SAX」1993.4 - 1997.3
  - 「TOUCH DOWN」1997.4 - 2005.3
- 土曜スポーツタイム（NHK）
  - 「土曜スポーツタイム オープニングテーマ[9]」2007.4-2011.3
- 新婚さんいらっしゃい!（ABCテレビ・テレビ朝日系）
  - 「新婚さんいらっしゃい! メインテーマ」2012.10 - 現在 ※編曲、および演奏を担当

## 吹奏楽作品
- バンド維新2012
  - 2012年「Take It Easy」
- 川口市・アンサンブルリベルテ吹奏楽団委嘱作品
  - 2014年「Amplitude」
- 第8回シンフォニックジャズ&ポップスコンテスト委嘱作品（課題曲）
  - 2020年「Wings of the Wind」

## アルバム作品
- 1978年 バーニング・ウェイブ
- 1979年 オパ!コン・デウス
- 1980年 イージー・ブリージング
- 1980年 スパニッシュ・ティアーズ（「本多俊之&Burning Waves」名義）
- 1981年 ブーメラン（「本多俊之&Burning Waves」名義）
- 1987年「Wind Flight」（上記Best）

以上「ELECTRIC BIRD」レーベルより
- 1982年 シャングリラ
- 1983年 セプテンバー
- 1984年 ドリーム
- 1984年 モダン
- 1985年 サキソフォン・ミュージック
- 1986年 スーパーカルテット
- 1986年 デイ・ドリーム
- 1986年 ナイト・ソングス
- 1987年 マルサの女
- 1987年 ラジオ・クラブ（RADIO CLUB）
- 1988年 ガディス・マルサの女2（RADIO CLUB）
- 1988年 Something Coming On（RADIO CLUB）
- 1989年 Foot Prints（Best）
- 1989年 東方見聞録（RADIO CLUB）
- 1990年 CHAMELEON（RADIO CLUB）
- 1990年 シンバイオシス
- 1991年 Live Chameleon（RADIO CLUB）
- 1991年 reLAX
- 1992年 Best Now.本多 俊之（Best）
- 1992年 REED MY LIPS
- 1994年 COOL JEWEL
- 1996年 SAX・HOLIC

以上「東芝EMI」より

## その他の作品
- 1988年 ヨコハマドラゴンサンバ（横浜博覧会公式イメージソング）
- 2005年 コンチェルト・デュ・ヴァン〜風のコンチェルト

## テレビ出演
- 2005年 ミューズの楽譜（スコア）（テレビ東京系）
- 2017年 題名のない音楽会（テレビ朝日系）

## 映画出演
- 『ゴジラvsモスラ』 - 自衛隊員[3]

## ドラマ出演
- 約束の夏（1992年7月 - 10月 フジテレビ系列） - 記者 役（劇中の音楽も担当）
- 竜馬におまかせ!（1996年4月 - 6月 第8話 日本テレビ系列）- 富田俊之 役（番組音楽担当者・友情出演）

## ライブ出演
- 尾崎豊 - 『LIVE CORE』（1988年9月12日、東京ドーム）